# U-Bahnhof Stoltenstraße
Koordinaten: 53° 33′ 25″ N, 10° 5′ 54,9″ O

Lage der Station

Der U-Bahnhof Stoltenstraße ist eine im Bau befindliche neue Station der U-Bahn Hamburg und ist benannt nach der gleichnamigen Straße nördlich der Station. Hier soll die U-Bahn-Linie U4 halten.
Mit der Verlängerung der U4 in die Horner Geest sind auf dieser Neubaustrecke zwei neue Stationen unter der Manshardtstraße in Bau: neben dieser Station noch die Station Horner Geest am (vorläufigen) Streckenende der U4-Neubaustrecke. Eine dortige Weiterführung der Strecke in Richtung Jenfeld ist angedacht.
Bis Oktober 2017 wurden die Konzeptstudie, die Machbarkeitsuntersuchung sowie die Vorentwurfsplanung abgeschlossen. Die Entwurfs- und Genehmigungsplanung begannen im Mai 2017. Der Baubeginn der U4-Neubaustrecke war am 6. April 2020, die Eröffnung wird für Herbst 2027 erwartet.
Die Station Stoltenstraße soll zwei Seitenbahnsteige in einfacher Tieflage auf ca. 7 m Tiefe mit je einem Ausgang zur Straßenebene an jeder Seite bekommen. An dem westlichen Ausgang sind zudem Aufzüge vorgesehen. Verteilerebenen sind demnach nicht geplant. Für die Station ist eine Errichtung in offener Bauweise vorgesehen.
Die Hamburger Hochbahn rechnet für das Jahr 2030 mit täglich 13.600 Fahrgästen auf diesem Streckenabschnitt.

## Anbindung
| Linie | Verlauf |
| ----- | --- |
| U 4   | (in Planung: Moldauhafen –) Elbbrücken – HafenCity Universität – Überseequartier – Jungfernstieg – Hauptbahnhof Nord – Berliner Tor – Burgstraße – Hammer Kirche – Rauhes Haus – Horner Rennbahn – Legienstraße – Billstedt (im Bau: – Stoltenstraße – Horner Geest) |